# Umaima El-Buchti
Umaima El-Buchti (en árabe: أميمة البوشتي‎; nacida el 7 de octubre de 2000) es una deportista marroquí que compite en taekwondo.
Ganó tres medallas en los Juegos Panafricanos, en los años 2019 y 2023, y cuatro medallas en el Campeonato Africano de Taekwondo entre los años 2018 y 2023.

## Palmarés internacional
| Juegos Panafricanos | Juegos Panafricanos      | Juegos Panafricanos | Juegos Panafricanos |
| Año                 | Lugar                    | Medalla             | Categoría           |
| ------------------- | ------------------------ | ------------------- | ------------------- |
| 2019                | Rabat (Marruecos)        | Medalla de plata    | –53 kg              |
| 2023                | Acra (Ghana)             | Medalla de oro      | Equipo mixto        |
| 2023                | Acra (Ghana)             | Medalla de bronce   | –53 kg              |
| Campeonato Africano |                          |                     |                     |
| Año                 | Lugar                    | Medalla             | Categoría           |
| 2018                | Agadir (Marruecos)       | Medalla de oro      | –53 kg              |
| 2021                | Dakar (Senegal)          | Medalla de oro      | –49 kg              |
| 2022                | Kigali (Ruanda)          | Medalla de oro      | –53 kg              |
| 2023                | Abiyán (Costa de Marfil) | Medalla de oro      | –53 kg              |